# Seboldshausen
Seboldshausen is een dorpje in de Duitse gemeente Bad Gandersheim, deelstaat Nedersaksen, en telt ongeveer 230 inwoners.
Het plaatsje ligt 3 km ten oosten van Bad Gandersheim aan de B64. Een kilometer ten westen van Seboldshausen bevindt zich een grote camping.